# Mittelmeer-Rundfahrt 2008
Die 35. Mittelmeer-Rundfahrt ist ein Rad-Etappenrennen, dass vom 13. bis zum 17. Februar 2008 stattfand. Es wurde in fünf Etappen über eine Distanz von 600,5 Kilometern ausgetragen. Es ist Teil der UCI Europe Tour 2008 und dort in die Kategorie 2.1 eingestuft.

## Etappen
| Etappe    | Tag         | Start – Ziel                   | km    | Etappensieger        | Führender            |
| --------- | ----------- | ------------------------------ | ----- | -------------------- | -------------------- |
| 1. Etappe | 13. Februar | La Crau – Hyères               | 109,5 | Thor Hushovd         | Thor Hushovd         |
| 2. Etappe | 14. Februar | La Londe-les-Maures – La Garde | 119   | Jimmy Casper         | Thor Hushovd         |
| 3. Etappe | 15. Februar | Rousset – Toulon               | 100   | Alexander Botscharow | Alexander Botscharow |
| 4. Etappe | 16. Februar | Saint-Cannat – Marignane       | 155   | Leonardo Duque       | Alexander Botscharow |
| 5. Etappe | 17. Februar | Sauvian – Gruissan             | 117   | Sylvain Chavanel     | Alexander Botscharow |